# Arena Wetzlar
 (avril 2025).
Si vous disposez d'ouvrages ou d'articles de référence ou si vous connaissez des sites web de qualité traitant du thème abordé ici, merci de compléter l'article en donnant les références utiles à sa vérifiabilité et en les liant à la section « Notes et références ».
L’Arena Wetzlar est une salle omnisports de la ville de Wetzlar, en Allemagne. Ouverte en 2005, elle peut accueillir 6 000 personnes ou 4 500 spectateurs en configuration sports. C'est la salle du HSG Wetzlar, club de Bundesliga (1re division) de handball, ainsi que du RSV Lahn-Dill, club le plus titré du championnat d'Allemagne de basket-ball en fauteuil roulant et en coupe d'Europe. C'était aussi l'un des lieux de compétition du championnat du monde masculin de handball 2007.
La salle est d'abord appelée Mittelhessen-Arena puis Rittal Arena Wetzlar après avoir été achetée en mars 2006 par l'entrepreneur allemand Rittal. Depuis janvier 2022, son nom officiel est la Buderus Arena Wetzlar.

## Événements
- Bundesvision Song Contest 2006, 9 février 2006
- Championnat du monde masculin de handball 2007
- Championnat d'Europe de basket-ball en fauteuil roulant de 2007 (de)
- Ligue des champions de basket-fauteuil 2021

## Galerie

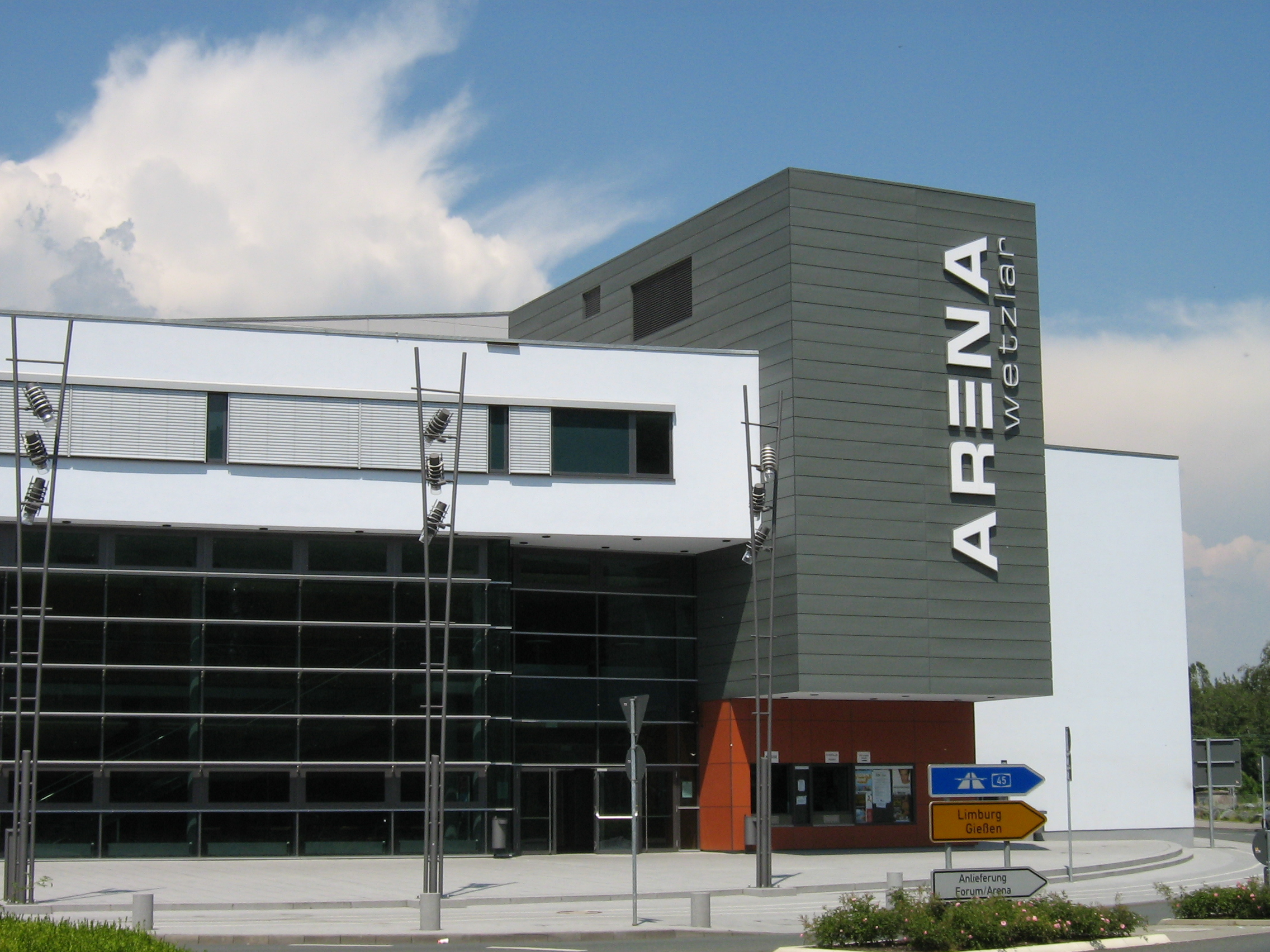
Rittal Arena en 2006.
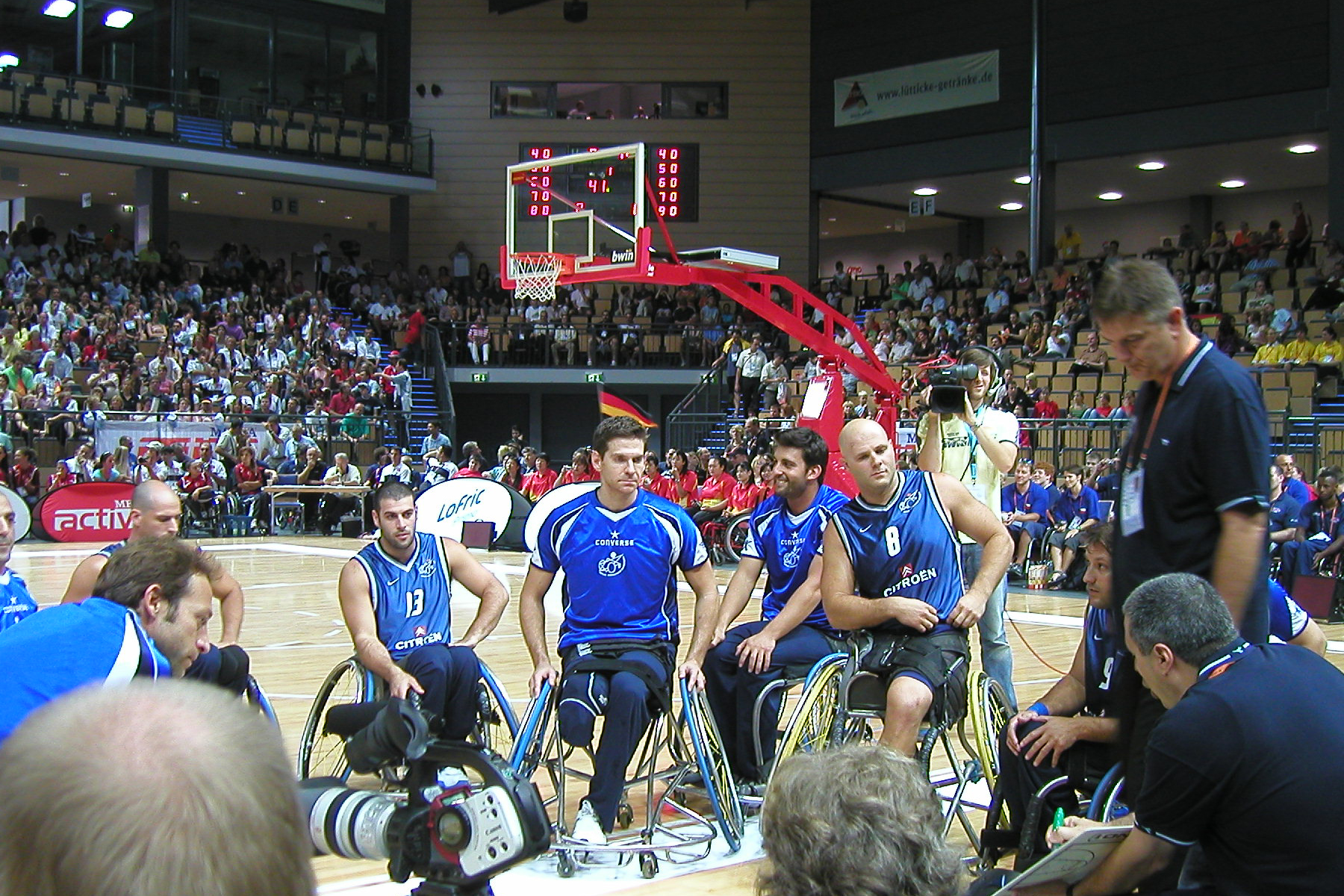
Lors de l'Euro de basket-ball en fauteuil roulant 2007 (de).
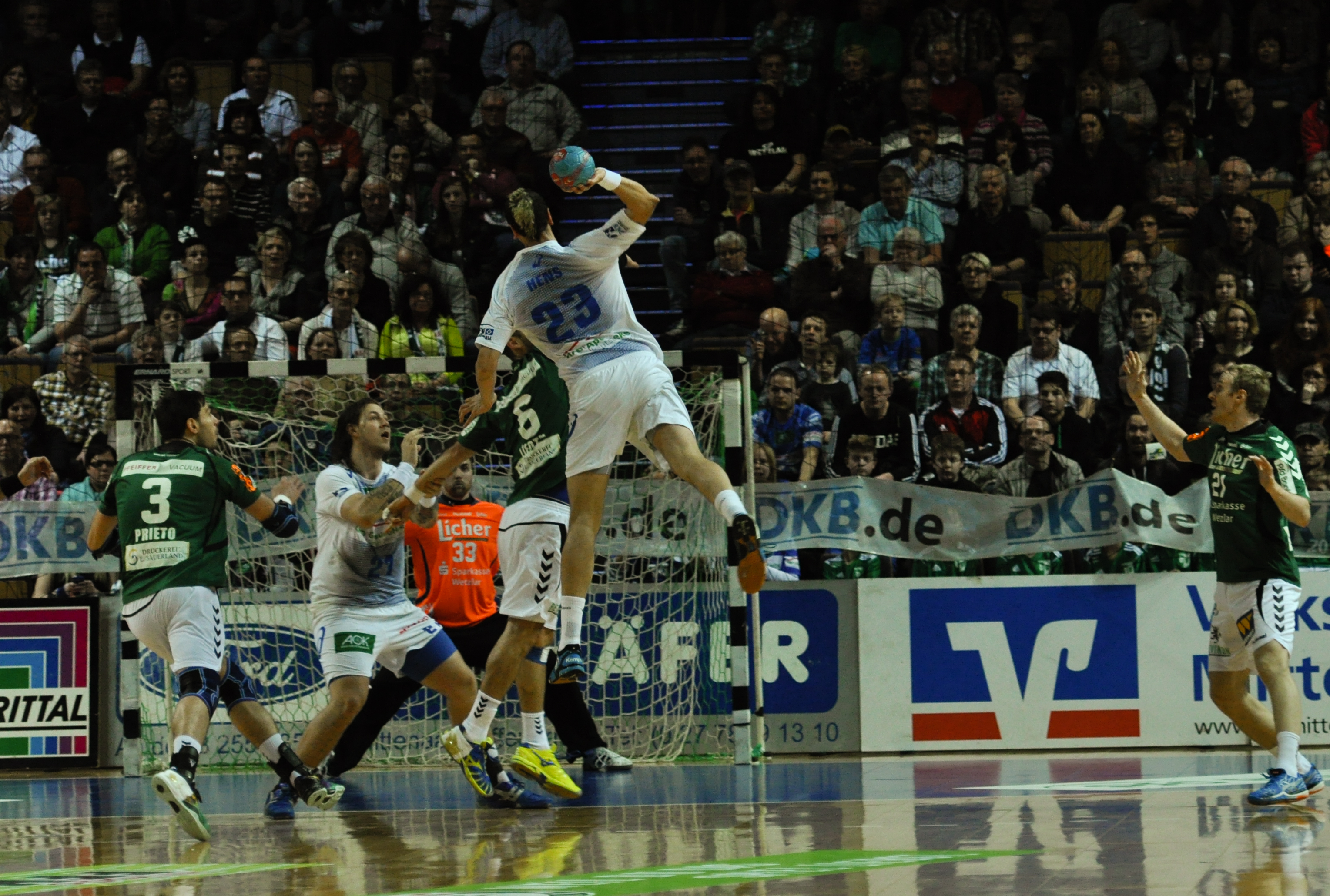
Match de handball en 2014.